# Ilyarachna tuberculata
Ilyarachna tuberculata är en kräftdjursart som beskrevs av Yakov Avadievich Birstein 1971. Ilyarachna tuberculata ingår i släktet Ilyarachna och familjen Munnopsidae. Inga underarter finns listade i Catalogue of Life.